# Alte Schanze (Demmin)
Die Alte Schanze ist ein slawischer Burgwall östlich von Vorwerk, einem Ortsteil der Stadt Demmin in Mecklenburg-Vorpommern.
Das Bodendenkmal liegt ungefähr einen Kilometer östlich von Vorwerk abgeschieden auf einem Acker an der Tollenseniederung. Der einst ovale Burgwall wurde durch die Landwirtschaft zur Hälfte zerstört. Möglicherweise entnahm man ihm die Erde, um die nahen feuchten Wiesen urbar zu machen. Keramikfunde deuten auf die Entstehungszeit der Anlage in der altslawischen Zeit hin. Einige Forscher gehen davon aus, dass es sich bei dieser Burg um die schriftlich erwähnte Anlage des Wilzenkönigs Dragowit handeln könnte, der 789 von Karl dem Großen hier belagert und unterworfen wurde. Seit 1697 wurde der Wallrest als „Großer Borgwall“, auf späteren Karten als „Alte Schanze“ bezeichnet. Am bewaldeten Wallrest liegen heute hunderte von Lesesteinen, die durch die Landwirtschaft hier abgelagert wurden.